# الصبيح (مذيخرة)

تعديل مصدري - تعديل

الصبيح محلة تابعة لقرية بني عمر، التابعة لعزلة الافيوش بمديرية شرعب السلام إحدى مديريات محافظة تعز في الجمهورية اليمنية، بلغ تعداد سكانها 210 حسب تعداد اليمن لعام 2004.